# JR東日本川崎火力発電所
川崎火力発電所（かわさきかりょくはつでんしょ）は神奈川県川崎市川崎区扇町8番3号にある東日本旅客鉄道（JR東日本）の火力発電所。

## 概要
鉄道省時代の1930年（昭和5年）に運用を開始した発電所である。それ以前は、大正時代より矢口発電所・赤羽火力発電所という2つの発電所が運用されていたが、東京近郊のいわゆる国電区間の電化の際に、電力の安定供給を目的として信濃川発電所を補助するものとして当発電所が建設されたものである。日本国有鉄道（国鉄）からJR東日本に引き継がれている。
信濃川発電所と合わせると、首都圏のJR東日本で使用する電力の9割（JR東日本全社でみても6割）をまかなっているほか、子会社のJR東日本ビルディングの建物などにも供給されている。前述のとおり国鉄から引き継いだ施設となっている都合上、JR東海が運営する東海道新幹線、JRシステムが保有するマルス、ソフトバンク（元々はJR通信→日本テレコムで、JRグループだった）が保有する鉄道電話関係の設備、鉄道総合技術研究所（JR総研）、日本貨物鉄道（JR貨物）といった首都圏における旧国鉄から引き継いだ資産にも供給されており、分割民営化で別法人になった今も供給されている。
2009年（平成21年）には、信濃川の水利権に関わる不祥事で信濃川発電所が操業停止になることから、JR東日本は当発電所をフル稼働させ、不足分を東京電力より購入していた。また、当該発電所は年平均14回程度故障しており、最悪のケースでは電力不足が懸念されていた。なお2010年（平成22年）6月10日より、信濃川発電所の稼動が再開されている。
国鉄時代の1957年（昭和32年）に日本建築学会賞の作品賞を受賞している。

## 発電設備
- 総出力：74.06万kW（2015年現在）

1号機
発電方式：コンバインドサイクル発電方式
定格出力：21.06万kW
　ガスタービン：14.05万kW × 1軸
　蒸気タービン： 7.01万kW × 1軸
使用燃料：LNG
熱効率：50.6%
営業運転開始：2021年6月1日
2号機
発電方式：コンバインドサイクル発電方式
定格出力：18.74万kW
　ガスタービン：12.67万kW × 1軸
　蒸気タービン： 6.07万kW × 1軸
使用燃料：都市ガス
熱効率：44.4%
営業運転開始：1993年6月26日
3号機
発電方式：コンバインドサイクル発電方式
定格出力：19.84万kW
　ガスタービン：13.43万kW × 1軸
　蒸気タービン： 6.41万kW × 1軸
使用燃料：LNG（2006年5月に灯油から変更）
熱効率：46.4%
営業運転開始：1999年3月27日
4号機
発電方式：コンバインドサイクル発電方式
定格出力：21.06万kW
　ガスタービン：14.05万kW × 1軸
　蒸気タービン： 7.01万kW × 1軸
使用燃料：LNG
熱効率：50.6%
営業運転開始：2014年4月14日

## 計画中の発電設備
川崎発電所リプレース計画（更新及び増設）
JR東日本では、老朽化した既設1号機および既設4号機を廃止し、LNGを燃料としたコンバインドサイクル発電設備を3基設置する計画を発表。2014年に4号機が、2021年に1号機のリプレースが完了。。

5号機（計画中）
発電方式：コンバインドサイクル発電方式
定格出力：21.06万kW
　ガスタービン：14.05万kW × 1軸
　蒸気タービン： 7.01万kW × 1軸
使用燃料：LNG
工事開始：2017年1月予定
営業運転開始：2020年2月予定

## 廃止された発電設備
（旧）1号機（廃止）
発電方式：汽力発電方式

使用燃料：重油
廃止時期：1981年
（旧）2号機（廃止）
発電方式：汽力発電方式

使用燃料：重油
廃止時期：1993年
（旧）3号機（廃止）
発電方式：汽力発電方式

使用燃料：重油
廃止時期：1999年
（旧）4号機（廃止）
発電方式：汽力発電方式
定格出力：12.5万kW
使用燃料：重油
熱効率：36.3%
営業運転期間: 1973年10月 - 2014年
1号機（廃止）
発電方式：コンバインドサイクル発電方式（ガスタービン・蒸気タービン別軸構成）
定格出力：14.42万kW
　ガスタービン：10万kW × 1軸
　蒸気タービン： 4.42万kW × 1軸
使用燃料：灯油
熱効率：39.0%
営業運転期間：1981年 - 2015年7月

## 沿革
- 1930年 - （旧）1～3号機が運転開始、当初は石炭焚きの汽力発電方式を採用していた。
- 1958年 - 重油燃焼方式への移行が順次行なわれ、発電プラント1基あたりの性能向上を図った。
- 1965年6月26日 - 発電所の石炭灰を処理した川崎市高津区久末字大谷(おおやと)の崖が梅雨の長雨で灰津波となり13戸を押し流して24名の犠牲者を出す(灰津波事件)。
- 1973年10月 - （旧）4号機が運転開始。4基体制となった。
- 1981年 - （旧）1号機を廃止、ガスタービンと蒸気タービンを組み合わせたコンバインドサイクル発電方式を採用した（新）1号機を建設する設備更新が始まる。以降、他の号機も更新を計画。
- 1993年6月26日 - （新）2号機が営業運転開始[5]。
- 1999年3月27日 - （新）3号機が営業運転開始[8]。
- 2003年10月 - （新）4号機の建設計画に着手。
- 2006年6月14日 - 3号機の使用燃料を重油から天然ガスへ変更[4] 。
- 2010年10月 - （新）4号機着工。
- 2014年4月14日 - （新）4号機が営業運転開始[5]。
- 2017年 - 1号機の取替工事に着手。
- 2021年6月1日 - （新）1号機が運転開始。

## アクセス
- 鶴見線扇町駅下車（関係者以外は立入禁止）